# The Long Journey Home
The Long Journey Home è un videogioco di esplorazione spaziale di Daedalic Entertainment.

## Trama
Inizialmente doveva essere un breve viaggio di prova, giusto un'andata e ritorno su Alfa Centauri, ma quando il primo salto interspaziale sperimentale realizzato dal genere umano non va a buon fine, i membri disorientati di un equipaggio si ritrovano intrappolati dal lato sbagliato dell’universo soli e feriti. L’unico modo per tornare indietro è quello di attraversare l'universo.

## Modalità di gioco
Il titolo utilizza la generazione procedurale per offrire un'esperienza diversificata e aperta. Le mosse della nave sono realistiche in quanto il giocatore deve utilizzare la fionda gravitazionale per navigare. C'è una curva di apprendimento ripida per diventare un abile viaggiatore.
Gli alieni incontrati hanno una propria cultura quindi il giocatore deve prendere decisioni specifiche rischiando un fraintendimento culturale.

## Accoglienza
La recensioni di The Long Journey Home sono state altalenanti. Il punteggio complessivo di Metacritic è del 68%, con un punteggio medio utente di 7.0. Polygon ha dato al gioco una valutazione del 55% spiegando che nel gioco era "straordinariamente difficile navigare" e "esasperante", concludendo che non era all'altezza della promessa di un "vero roguelike basato sulla narrativa". IGN, che ha dato al gioco un 6.4, lamentando il "peso dei minigiochi frustranti e noiosi" che erano "spesso ingiusti". Kotaku ha bocciato il gioco definendolo "una versione mal implementata" di Lunar Lander: "un'esperienza esasperante" e "un omaggio mal concepito". In una delle recensioni più positive del gioco CGMagazine lo ha premiato con un 8.0 dicendo che è: "un interessante gioco di esplorazione che riesce in molti modi, ma non sembra mai davvero brillare."